# Stor-Ämten
Stor-Ämten är en sjö i Laxå kommun i Västergötland och ingår i Motala ströms huvudavrinningsområde. Sjön har en area på 0,58 kvadratkilometer och ligger 156,1 meter över havet.

## Delavrinningsområde
Stor-Ämten ingår i det delavrinningsområde (652053-142929) som SMHI kallar för Inloppet i Unden. Medelhöjden är 162 meter över havet och ytan är 31,48 kvadratkilometer. Räknas de 2 avrinningsområdena uppströms in blir den ackumulerade arean 60,07 kvadratkilometer. Edsån (Sågkvarnsbäcken) som avvattnar avrinningsområdet har biflödesordning 2, vilket innebär att vattnet flödar genom totalt 2 vattendrag innan det når havet efter 195 kilometer. Avrinningsområdet består mestadels av skog (80 %). Avrinningsområdet har 2,32 kvadratkilometer vattenytor vilket ger det en sjöprocent på 7,4 %.